# Димитър Зидаров
Димитър Петков Зида̀ров е български геофизик, доктор на физико-математическите науки.

## Биография
Роден е на 2 януари 1921 г. в Обзор. През 1947 г. завършва физика в Софийския университет. От 1958 г. е научен сътрудник, а от 1960 г. е старши научен сътрудник във Физическия институт при Българска академия на науките. Завежда секция „Земен магнетизъм и гравиметрия“ в Геофизическия институт при Българска академия на науките. През 1955 – 1965 г. е преподавател по теория на физическото поле в Минно-геоложкия институт. От 1968 г. е доктор на физико-математическите науки.
Умира на 21 декември 1993 г.

## Научна дейност
Научните му интереси са в областта на класическата теория на потенциала и нейното приложение в геофизиката и в геодезията. По-значими научни трудове са:
- „За единството на решението на обратната задача в теорията на потенциала“ (1959)
- „Решение на обратната гравиметрична и магнитометрична задача“ (1959)